# Yahya Golmohammadi
Yahya Golmohammadi (persisch یحیى گل‌محمدی, DMG Yaḥyā Gol-Moḥammadī; * 19. März 1971 in Ardabil) ist ein ehemaliger iranischer Fußballspieler und heutiger -trainer. Er bestritt über 70 Länderspiele für die iranische Fußballnationalmannschaft, mit der er an der Weltmeisterschaft 2006 in Deutschland teilnahm.

## Spielerlaufbahn
Golmohammadis Vereinskarriere begann Ende der 1980er-Jahre beim damaligen Erstligisten Tractor Sazi Täbris, von dem er im Jahr 1991 zu Poora Teheran wechselte. 1995 wechselte der Innenverteidiger innerhalb der iranischen Hauptstadt zu Persepolis, wo er die längste Zeit seiner Karriere verbringen sollte und in den folgenden Jahren dreimal iranischer Meister sowie einmal Pokalsieger wurde. Von 1999 bis 2002 spielte er bei Foolad Ahvaz, bevor er zu Persepolis zurückkehrte. Dort war er Stammspieler in der Abwehr, ehe er im Jahr 2005 zu Saba Battery Teheran wechselte, die 2008 nach Qom umzogen. Hier beendete er im Jahr des Umzugs seine Laufbahn.
Sein Länderspieldebüt gab Golmohammadi 1993 gegen Pakistan, zum festen Bestandteil der iranischen Nationalmannschaft wurde er allerdings erst ab Anfang der 2000er-Jahre. Insgesamt stand er 73-mal für das Nationalteam auf dem Platz und erzielte dabei fünf Tore. 2004 gewann Golmohammadi mit dem Iran die Westasienmeisterschaft vor heimischer Kulisse. Im gleichen Jahr erreichte er mit seinem Team den dritten Platz bei der gesamtasiatischen Meisterschaft in China, wobei sein verschossener Elfmeter im Elfmeterschießen gegen den Gastgeber das Ausscheiden im Halbfinale besiegelte. Dass er den Elfmeter im Stile eines Panenka-Hebers ausgeführt hatte, brachte ihm öffentliche Kritik von Trainer Branko Ivanković ein. Zwei Jahre zuvor hatte er bei den Asienspielen für die iranische U23 noch den entscheidenden Elfmeter verwandelt, als man ebenfalls im Halbfinale auf den Gastgeber Südkorea traf. Der Iran gewann dieses Turnier nach einem Finalsieg gegen Japan. Zuletzt spielte Golmohammadi bei der Fußball-Weltmeisterschaft 2006 in Deutschland zweimal für den Iran und erzielte im Spiel gegen Mexiko das erste der beiden Turniertore seines Landes. Im zweiten Spiel gegen Portugal führte sein Foul im Strafraum gegen Luis Figo zum 0:2-Endstand durch Elfmeter. Im letzten Vorrundenspiel fehlte er aufgrund einer Verletzung, welche er sich bei einem weiteren, von ihm verübten und mit einer gelben Karte bestraften Foul gegen Cristiano Ronaldo zugezogen hatte. Nach der WM erklärte er seinen Rücktritt aus dem Nationalteam.

## Trainerlaufbahn
Nach dem Ende seiner aktiven Karriere war Golmohammadi bei verschiedenen Vereinen der oberen beiden iranischen Ligen als Trainer tätig, darunter Spitzenteams wie Saba Qom, Persepolis Teheran, Naft Teheran, Zob Ahan Isfahan und Tractor Sazi Täbris. Seine größten Erfolge waren der zweifache Pokalsieg mit Zob Ahan 2015 und 2016 und die Meisterschaft mit Persepolis 2020.

## Politisches Engagement
Während seiner Zeit als Trainer des populären Klubs Persepolis äußerte sich Yahya Golmohammadi öffentlich kritisch am Verhalten der iranischen Regierung angesichts der Proteste im Iran 2022. Hierfür wurde er verhört und unter Druck gesetzt.

## Erfolge

### Als Spieler
- Sieger des Fußballturniers bei den Asienspielen 2002
- Westasienmeister 2004
- Iranischer Fußballmeister 1996, 1997 und 1999
- Iranischer Pokalsieger 1999

### Als Trainer
- Iranischer Fußballmeister 2020
- Iranischer Pokalsieger 2015, 2016
- Iranischer Supercupsieger 2016